# Trawniki (Petite-Pologne)
Pour les articles homonymes, voir Trawniki.
Trawniki est une localité polonaise de la gmina de Drwinia, située dans le powiat de Bochnia en voïvodie de Petite-Pologne.